# Georges-Marie Raymond
Pour les articles homonymes, voir Raymond.
Le chevalier Georges-Marie Raymond, né le 23 mai 1769 à Chambéry (duché de Savoie) et mort le 24 avril 1839 dans la même ville, est un érudit savoyard, professeur, conservateur de musée, membre fondateur de l'Académie de Savoie et du journal Savoie.

## Biographie

### Famille
Georges-Marie Raymond naît le 23 mai 1769 à Chambéry, ancienne capitale du duché de Savoie, dans le royaume de Piémont-Sardaigne. Il est le fils de Claude-François Raymond, originaire de Sixt, intendant des marquis Milliet d'Arvillard, puis sous la période révolutionnaire il obtient la gestion des biens confisqués à cette famille.
Il a deux fils : 
- Claude-Melchior (1804-1854), avocat, professeur de droit, sénateur du duché de Savoie, membre de l'Académie de Savoie élu en 1840.
- Jacques-Marie (? - ?), professeur de mathématiques au Collège royal de Chambéry, journaliste au Courrier des Alpes, membre de l'Académie de Savoie élu en 1845.

### École normale de Chambéry
Malgré de courtes études, il devient lors de l'invasion révolutionnaire du duché de Savoie, par les troupes françaises, secrétaire du district du nouveau département du Mont-Blanc. Il entre ensuite comme professeur d'histoire-géographie au collège de Chambéry, qu'il participe à faire devenir une École normale. Il obtient ainsi, en 1801, la chaire de mathématiques, succédant à Jean-Baptiste Marcoz (1759-1834). Trois ans plus tard il devient le directeur à l'école centrale du département du Mont-Blanc.
Il acquiert, en 1810, la propriété des Charmettes, où résidait Mme de Warrens et Jean-Jacques Rousseau, qu'il restaure.
Sous la Restauration de la monarchie de Savoie de 1815, il quitte sa fonction de directeur, mais il est maintenu comme enseignant. Parallèlement, après une participation comme rédacteur au Journal du Mont-Blanc, il fonde, en 1816, le Journal de Savoie, un organe quasi-monopolistique en faveur de la maison souveraine. Il signait certaines chroniques du pseudonyme Saint-Saturnin,. La publication du journal, à sa mort, est reprise par son fils Jacques-Marie Raymond, en 1839, qui éditera finalement un nouveau journal, avec le poète Jean-Pierre Veyrat, Courrier des Alpes, avant d'être repris par son fils aîné Claude-Melchior en 1848.
Il quitte définitivement l'enseignement en 1829.

## Activités d'érudition
À l'occasion du concours de l'Académie des Jeux floraux de Toulouse de 1816, il obtient l'églantine d'or pour un éloge de Blaise Pascal (cf. Éloge de Blaise Pascal : accompagné de notes historiques et critiques, publié en 1816 à Lyon).
Sur le modèle de l'Académie royale de Turin, il fonde avec le cardinal Alexis Billiet, évêque de Chambéry, le général comte François de Mouxy de Loche, le sénateur comte Xavier de Vignet, en 1819, l'Académie des sciences, belles-lettres et arts de Savoie, dont il sera le Secrétaire perpétuel jusqu'à sa mort.
Il est membre par ailleurs de nombreuses sociétés savantes ou locales, dont :
- Académie royale de Turin, membre associé
- Académie de Nîmes, membre non résidant[Quand ?]
- Académie Delphinale, membre associé
- Académie des sciences, arts et belles-lettres de Dijon, membre associé
- Académie des sciences, belles-lettres et arts de Lyon, membre associé
- Académie des sciences, lettres et arts d'Arras, membre associé
- Société historique, archéologique et scientifique de Soissons, membre associé
- Association philotechnique

## Publications
Il publie de nombreux ouvrages ou essais sur des sujets scientifiques, touchant à l'éducation ou relatifs à la Savoie dont :
- Essai sur l'émulation dans l'ordre social et sur son application à l'éducation (1802)
- Manuel métrologique du département du Mont-Blanc (1803).
- De la peinture considérée dans ses effets sur les hommes de toutes les classes, et de son influence sur les mœurs et le gouvernement des peuples (1804)
- De la musique dans les églises, considérée dans ses rapports avec l'objet des cérémonies religieuses (1809)
- Lettre à M. Villoteau touchant ses vues sur la possibilité et l’utilité d’une théorie exacte des principes naturels de la musique: suivie d’un mémoire et de quelques opuscules sur l’usage de la musique dans les églises et l’utilité du rétablissement des maîtrises de chapelle dans les Cathédrales de France… par Georges-Marie Raymond, de la société philotechnique impériale des sciences, lettres et arts de Turin. – Paris, Courcier, 1811. In-8°, 276 p.
- Essai sur la détermination des bases physico-mathématiques de l’art musical. Paris, Chez Madame veuve Courcier, 1813. In-8°, XVI-79 p.
- Des principaux systèmes de la notation musicale usités ou proposés chez divers peuples tant anciens que modernes ; ou examen de cette question : « l’écriture musicale généralement usitée en Europe est-elle vicieuse au point qu’une réforme complète soit devenue indispensable ! », par M. G. M. Raymond, de l’académie des sciences de Turin, &c. Torino, Stamperia Reale, 1826, 1 vol. in-4° de 154 p.
- Mémoire sur la carrière militaire et politique de M. le général comte de Boigne (1830)